# Nemophila kirtleyi
Nemophila kirtleyi är en strävbladig växtart som beskrevs av Edward George Henderson. Nemophila kirtleyi ingår i släktet kärleksblomstersläktet, och familjen strävbladiga växter. Inga underarter finns listade i Catalogue of Life.